# Pleurotus chrysorrhizus
Pleurotus chrysorrhizus är en svampart som beskrevs av Corner 1981. Pleurotus chrysorrhizus ingår i släktet Pleurotus och familjen musslingar.   Inga underarter finns listade i Catalogue of Life.